# Резня на острове Псара

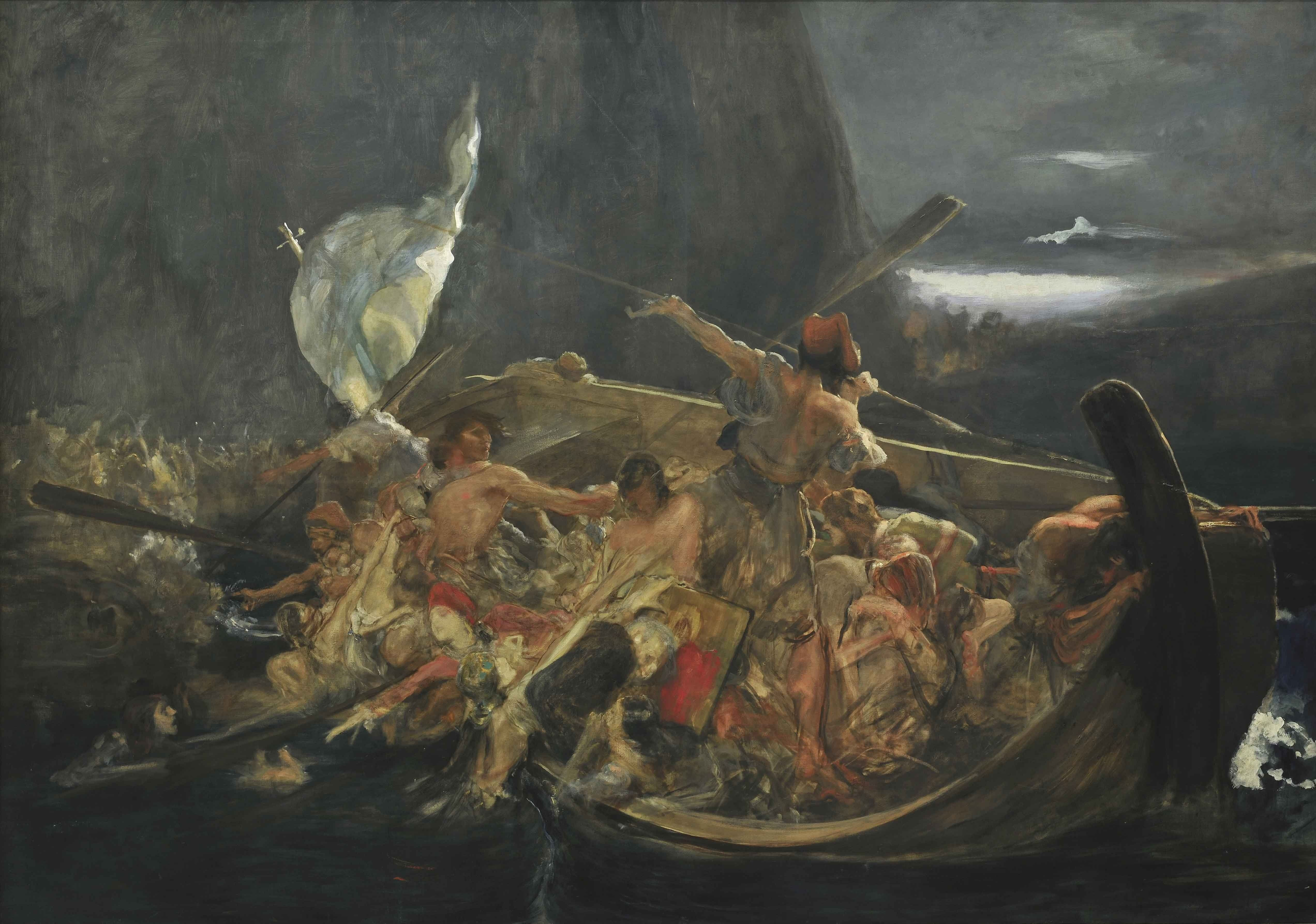
Картина Николаоса Гизиса, изображающая бегство выживших псаритян с разрушенного острова

Резня на острове Псара́ — событие греческой борьбы за независимость от Османской Турции, в ходе которого 20 июня (2 июля) — 21 июня (3 июля) 1824 года турками была уничтожена или продана в рабство половина семитысячного населения греческого острова Псара, расположенного у острова Хиос, а также 12 тыс. (из 24 тыс.) беженцев с других островов, находившихся в это время на Псара.
Однако в отличие от совершённой турками двумя годами ранее резни безоружного населения на острове Хиос (Хиосская резня), греческая литература и историография, применительно к событиям на Псара, применяет термин Разрушение Псара, но чаще всего и сразу после событий термин Холокост Псара (греч. Το Ολοκαυτωμα των Ψαρων). Ёмкое греческое слово «Холокост» в 20 веке, через английский язык, получило узкое историческое значение и применительно конкретно к евреям.

## Псара

Флаг острова Псара в годы Греческой революции

Этот маленький скалистый островок западнее о-ва Хиос упоминает ещё Гомер в «Одиссее».
В древности его называли Псира (греч. Ψυρα).
Впервые Псара был разрушен турецким султаном Сулейманом II в 1522 г., после чего практически обезлюдел. Затем с 1643 г., постепенно в течение нескольких веков, стал заселяться, в основном выходцами из нома Магнисия, Фессалия и о-ва Эвбея.
Скудная природа выпестовала из жителей острова отважных моряков, чей морской промысел иногда был на грани пиратства.
Первая архипелагская экспедиция вызвала массовое участие псариотов в военных действиях на стороне российского флота, включая их участие в Чесме.
Достаточно вспомнить имена Иоаннис Варавакис и Алексиано.
Ламброс Кацонис и военные действия его флотилии в Архипелаге были другим этапом участия псариотов в войнах на море против османов.
Одним из соратников Кацониса был в молодости Николис Апостолис, командующий флотом Псара во время описываемых событий.
Другими факторами становлении морского острова Псара с его флотом и традициями стали: 1) рост благосостояния и флота, за счёт прорыва британской блокады французских портов, после французской революции; 2) Кючук-Кайнарджийский мирный договор, который дал греческим судовладельцам право нести российский флаг на своих кораблях; 3) присутствие алжирских и тунисских пиратов на Средиземном море дало псариотам возможность вооружать свои корабли, но и постоянно поддерживать свои военно-морские навыки.

## Греческая революция
К началу революции 1821 года остров Псара, размерами 8х9 км, имел третий по размеру флот среди греческих островов, сразу после островов Идра и Спеце.
Населяло его 6 тыс. человек: все моряки и их семьи. Ни одного турка.
Восстание на полуострове Пелопоннес началось в конце марта 1821 года Псара восстал одним из первых, среди греческих островов, 10 апреля, а уже 20 апреля псариоты захватили турецкий транспорт с 200 солдатами на борту. Флотилия псариотов направилась к малоазийским берегам и атаковала 5 транспортов с войсками — 1 был потоплен, 4 захвачены. Флотилия псариотов участвовала в военных действиях вокруг островов Самос и Хиос и других островов Архипелага, и патрулировала/совершала рейды вдоль берегов Малой Азии.
После резни и разрушения города Кидониес (Айвалык), островов Мосхонисиа, острова Хиос и других областей Малой Азии (Анатолия), остров Псара принял тысячи беженцев и его население достигло 30 тыс. человек. Сюда следует добавить ещё 1 тыс. горцев из областей Средняя Греция, Македония, Фессалия, которые были наняты псариотами для несения караульной службы, когда их флот уходил в походы.

## Касосская резня
После греческих побед 1821—1822 гг. (Осада Триполицы, Битва при Дервенакии), султан был вынужден обратиться к своему номинальному египетскому вассалу Мохамеду-али, с его европейской организацией армией и флотом.
Одной из первых акций египтян было разрушение четвёртого по рангу среди греческих морских островов (сразу после Псара) — о-ва Касос. Касиоты долгие годы досаждали Египту, включая их дерзкий рейд в сентябре 1822 г. на Дамиетту (Думьят), где они захватили 13 египетских кораблей. В октябре того же года касиоты захватили 6 турецких кораблей возле о-ва Кипр и 5 возле города Александрия.
Этот островок (в два раза меньше чем Псара) был разрушен 27 мая 1824 г., после атаки египетского флота и армии .Все предвещало, что приходил черёд Псара.

## Точка на карте

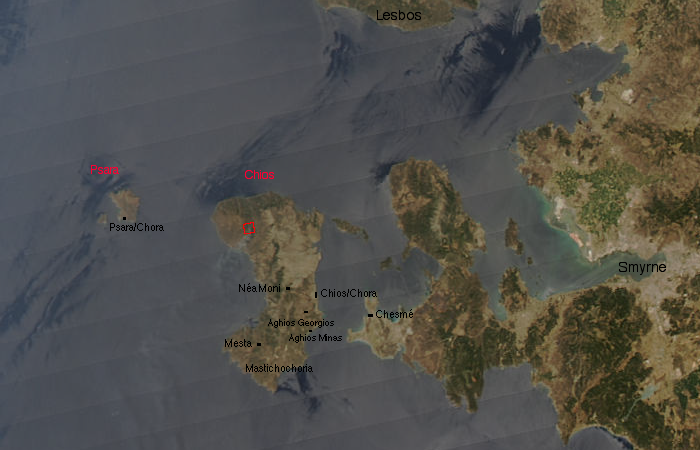
Chios-Psara

Перед началом операций 1824 г., султан велел принести ему карту империи. Султан молча ногтем соскоблил точку на карте под названием Псара, выразив таким образом свою волю покончить со скалой, которая препятствовала его господству в Архипелаге.
«Псара был тем же что и веками до того — скалой, но скалой о которую разбивались все надежды тиранов».
Эта точка на карте мешала и левантийцам, поскольку создавала проблемы в торговле.
Так 12 декабря 1823 г. европейские консулы в городе Смирна (Измир), в своём письме старейшинам острова, требовали прекращения досмотров и конфискаций судов в заливе Смирны, иначе «это повлечёт возмездие крупнейших европейских сил».
Через несколько месяцев, французский корвет произвёл замеры глубин у Псара и передал их туркам.

## Хосреф
Топал (то есть Хромой) капудан-паша (командующий флотом) Хосреф вышел из Дарданелл в апреле 1824 г. Две основные последовательные задачи были поставлены перед ним: разрушение о-вов Псара и Самос.
Его флот состоял из 2-х двупалубных 74 пушечных линейных кораблей, 5 фрегатов, 45 корветов, бригов, шхун и 30 транспортов. В общей сложности 82 корабля, на борту которых также было 3 тыс. янычар и албанцев. Сначала Хосреф повёл флот в Фессалоники, где принял на борт дополнительные войска, после чего направился к Малоазийскому берегу напротив о-ва Лесбос, где принял ещё 11 тыс. войск.
После этого османский флот встал на якоря у Сигри, западный берег о-ва Лесбос, в 40 милях от Псара.

## Греческие флотилии
Цели Хосрефа были очевидны. 19 мая Л. Кунтуриотис писал своему брату Г.Кунтуриотису, ПМ временного правительства, что Хосреф будет атаковать или Самос или Псара.
Даже сухопутный Одиссей Андруцос писал правительству 20 апреля: «этот остров особо подвергается опасности в этом году».
Однако по только ему известным соображениям, Г. Кунтуриотис, получив известия о разрушении о-ва Касос, направил флотилии к Касосу, чтобы убедиться в разрушении. Так 16 июня, 18 кораблей из Спеце и 17 из Идры направились к острову Касос. Если бы флотилии были направлены к Псара, то они бы успели к атаке Хосрефа 20 июня.
«Правительство Г. Кунтуриотиса совершило непоправимую и непростительную ошибку».

## Перед боем
Псариотам было очевидно, что их скале предстоит противостоять всей империи.
В воскресенье 8 июня было созвано собрание в церкви Св. Николая Было 3 предложения:
1-погрузится на корабли и оставить временно остров. Почти все отклонили его.
2-если подойдут флотилии о-вов Идра и Спеце, сразится на море.
3-ответ на третий вопрос был самым сложным. Если идриоты и специоты не подоспеют.
Мнения разделились: одни, в основном псариоты, считали что их сила на море и следует искать победу на море, даже в одиночку .
Другие, в основном беженцы и горцы, боялись что в критический момент псариоты бросят их на острове. Преобладало мнение вторых. Остров будет обороняться на побережье. Все корабли были разоружены. Для пущего спокойствия, были сняты кормила со всех кораблей, за исключением 9 брандеров и 4 бригов их сопровождения.
Снятые судовые и береговые пушки, общим числом 173, были распределены по батареям от мыса Св. Георгия вдоль южного-западного-северного побережья до мыса Маркакис на севере.
Самой укреплённой позицией стало Палеокастро, т. н. Чёрный Хребет в самом городке Псара. На этом хребте-скале находился колодец, превращённый в пороховой погреб и 2 церквушки: Св. Иоанн и Св. Анна. Их каменная ограда была достроена в высоту и были установлены пушки.
Это и была крепость Псара, чей Холокост остался навечно в страницах греческой истории.
16 июня, 17 турецких кораблей прошли между Псара и необитаемым
островком Антипсара.
18 июня прибыл французский голет «Amaranthe» с предложением от Хосрефа: «во избежание лишнего кровопролития, псариотам погрузится на корабли и покинуть остров»
А. Монархидис, представляя парламент Псара, ответил французскому капитану Бежару что «верные своей клятве, мы останемся здесь сражаться».
Псариоты докажут Миру, что слова Свобода или Смерть, написанные на их флаге это их наивысшее и бескомпромиссное решение.

## Каналос, пятница 20 июня 1824 г
В море вокруг Псара стало тесно от кораблей. Их было 253, больших и малых .Многие из транспортов были без флагов, так соблюдался нейтралитет европейских держав. На борту флота было 15 тыс. солдат (Никодимос пишет, что их было 28 тыс.).
Большинство из лоцманов были европейцами, нанятые левантийцами из Смирны (Измир).
Вокруг каждого большого корабля находились корабли поменьше, во избежание атаки брандеров. Флагман Хосрефа находился в центре группы. Вскоре стало очевидно, что основные силы флота направлялись к заливу Каналос, там где раннее французский корвет провёл замеры глубин.
Вся артиллерия флота начала обстрел греческих позиций на этом берегу. Греки отвечают.
Турки предпринимают первую высадку, но отступают и уходят на шлюпках.
Хосреф даёт команду к новой высадке, но на этот раз шлюпки отходят, чтобы у десанта не было желания и возможности отступать. Все турки из десанта были перебиты.
Вечереет. Волны десанта идут один за другим, но псариоты и горцы удерживают позиции.
Уже наступила ночь, но сражение продолжалось ещё 3 часа, без успеха для турок.

## Каналос, суббота 21 июня

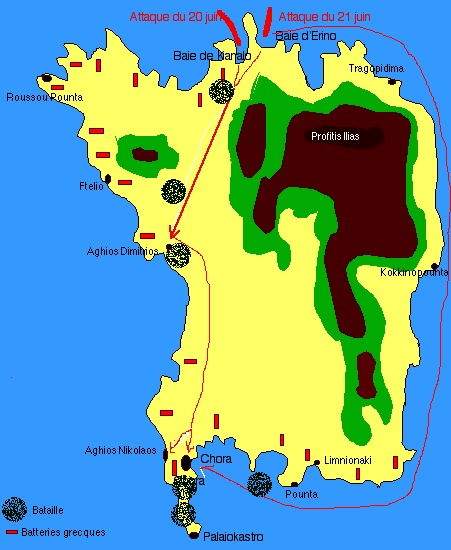
Massacre Psara 06-1824

С рассветом, после артиллерийского обстрела, около 100 шлюпок высаживают войска. Чтобы ускорить процесс высадки десанта, шлюпки были задействованы концами на корабли, и после высадки десанта подтягивались к кораблям для новой погрузки.
4 часа продолжалось это упорное сражение, но без результата для турок.
Французский корвет Isis и голет Amaranthe наблюдали за боем с дистанции и как писал Клод Раффенель: «французские офицеры признавались, что они никогда до сих пор не видели столь страшной атаки и столь мужественной обороны». Турецкая атака захлебнулась.
Amaranthe вошёл в гавань. Капитан предложил парламенту Псара перебраться на его голет, под защиту французского флага. Но цель этой филантропии была очевидна: сломить дух псариотов и была отклонена — «скажите капитану, что конец сражения, каков бы ни был его исход, встретит нас здесь на том же месте».

## Эринос
Хосреф и его европейские советники, видя безрезультативность атак на греческие позиции, дали команду транспортам выйти из линии. За клубами дыма и в сопровождении фрегатов они направились к северному побережью.Ведомые французским корветом и европейскими лоцманами, транспорты обошли мыс Маркакис и подошли к маленькой бухте Эринос. По сегодняшним понятиям — это частный песчаный пляж, длиной в 100 шагов и шириной в 40. Над ним нависала скала, но по тропинке за 3/4 часа можно было подняться наверх.
Тишина и вид скалы пугают албанцев и они не решаются выпрыгнуть из шлюпок. Наконец нашлись добровольцы и албанцы следуют.
На тропе, по пути их следования, оказался одинокий безымянный герой- псариот, из расставленных вдоль северного и восточного скалистого побережья караулов.
Застигнутый врасплох, псариот убил на тропе одного за другим 11 турко-албанцев, пока не был убит сам. Выбравшись на вершину обрыва, албанцы вышли в тыл первому на их пути греческому бастиону, с 30 бойцами и 3 пушками, под командованием горца Котаса, и в непродолжительном бою перебили их.
За первыми 500 албанцами последовали ещё 2500. 3 тыс. турко-албанцев вышли в тыл греческих бастионов на берегу Каналос. Защитники бастионов Каналос и Пещера Адама, под командованием Маврояннис (племянника Варваци) держались 3 часа, подвергаясь атаке уже с 2-х сторон. Немногим удалось пробится к монастырю Ано-Панагия и забаррикадироваться в монастыре. Они продержались с субботы до вторника, пока уставшие турки не оставили на время осаду, чтобы выслать свежие войска .Воспользовавшись малой передышкой, защитники монастыря бросились к морю, где их приняли 2 французские шлюпки.
Разрушение Псара было выгодно европейцам. Филантропия была нетрудным выкупом за разрушение.

## Фтелио
Уже 10 тыс. турок, двумя колоннами, шли вглубь острова. Одна шла на Фтелио, вторая к самому городку Псара (Хора).
Немногочисленные защитники Фтелио отбили и первую и вторую атаки.
Наконец дервиши, зачитывая изречения из Корана и размахивая своими топорами, подняли турок во имя Мухаммада в третью атаку. Турки, держа одной рукой камни над головой и неся потери убитыми и ранеными, сумели подойти. Начался рукопашный бой. Под натиском сотен турок, оставшиеся в живых защитники стали собираться в своей временной казарме, где и был пороховой погреб. Турки с криками бросились на казарму, но её защитники взорвали себя вместе с осаждающими их турками .

## Псара (Хора)
Турецкую колонну, шедшую к городку попыталась остановить у Св. Дмитрия, в часе ходьбы от городка, наспех собранная группа псариотов, но малая числом и при отсутствии организованных позиций не смогла надолго задержать турок.
В городке началась паника, в особенности среди беженцев из Хиоса, Кидонии и других мест, вновь становившихся жертвами резни в течение двух лет. Многие пытались вплавь добраться до разоружённых кораблей. Многие женщины топили своих детей, перед тем как покончить жизнь самоубийством.
Немногочисленные моряки, установив вместо рулей всевозможные конструкции, пытались вывести в море гружённые беженцами по ватерлинию корабли.
К этому времени, османский флот с запада подходил к гавани, но увидев что выходят брандеры, турки испугались и стали маневрировать. Это дало возможность многим кораблям псариотов ускользнуть.
Капитаном одного из пробившихся брандеров был Канарис. Его жене и 4 детям также повезло: они оказались на одном из пробившихся бригов.
Но бриг кап. Димитриса Леноса, вышедший без руля и балласта, был окружён фрегатами. Бриг был полон беженцами, но моряков было всего 5. Один из них, Яннис Кутепас, видя, что турки берут бриг на абордаж и что более нет надежды,
воскликнул: «Братья, рабство или достойная смерть?» Смерть, было ему ответом.
Бриг взлетел на воздух.
Корабль капитана Ангелиса «Американа» вышел без руля и балласта. Вывалив в трюм, вместо балласта, вперемежку беженцев и все что было на борту, Ангелис пытался уйти от фрегата, который готовился брать его на абордаж. Подняв пустые бочки и всевозможные горючие вещества, Ангелис выдавал свой корабль за брандер. Несколько раз корабль загорался, турки отходили и экипаж тушил огонь. Наконец пламя полностью объяло «Американу» и турки оставили преследование, решив, что корабль обречён. Горящая «Американа» ушла и через несколько часов экипажу удалось потушить огонь.
16 бригов и 7 брандеров смогли пробиться между турецкими кораблями, но маленьким гребным судам это не удалось. Моряков на них было немного. Многие женщины с детьми и грудными младенцами бросались в море, чтобы не попасть в руки туркам и тонули. Капитан французского корвета Isis насчитал «на расстоянии всего лишь 120 м 30 трупов женщин и детей».
Когда уже не стало надежд на выход в море, оставшиеся на берегу стали запираться в своих домах и готовились дорого продать свою жизнь.
Другие направлялись к Палеокастро — Чёрному хребту, полуостровом прикрывающему гавань с запада.

## Взрыв Палеокастро

Greek Independence 1821

95 псариотам и 55 горцам удалось добраться до Палеокастро. Этим 150 бойцам, за каменной оградой церквей, предстояло противостоять османскому флоту и 15 тысячам турок. Вместе с защитниками оказались и более 700 женщин и детей.
Хосреф приказал с ходу взять эту ограду. Одновременно по Палеокастро начинает огонь турецкий флот. Первая турецкая атака захлебнулась. Захлебнулись и вторая, и третья, и четвёртая атаки. С закатом солнца бой прекратился.
С началом боя под прикрытие Палеокастро встал с беженцами на борту корабль капитана Дзордзиса, не сумевший выйти в море. Осаждённые решили ночью погрузить на него как можно больше женщин и детей и попытать счастья. Выбор, кому (может быть) жить, кому оставаться и умереть, был не из лёгких. Отбив налёт турецких шлюпок, осаждённые посадили выбранных женщин и детей и 3 горцев в сопровождение, и вернулись на скалу.
Капитану Дзордзису и его пассажирам повезло: в темноте, при попутном ветре ему удалось проскользнуть и уйти.
Оставшиеся на скале собрались в церкви принять решение. «Мы уже обещаны Харону, — сказал Димитрис Котзиас, — но пусть наши тираны заплатят дорого за нашу смерть. Когда турки пройдут ограду, кто берёт на себя взорвать погреб?» Вызвался молодой Антонис Врацанос и тут же получил благословение своего старого полуслепого отца.
Малый погреб вызвался взрывать хиосец Сидерос.
На рассвете, в воскресение 22 июня, на скале были подняты 2 флага: бело-голубой с крестом посередине, как было предписано Национальным конгрессом в Эпидавре, и флаг Псара с красным крестом, змеёй, якорем и словами «Свобода или Смерть».
Хосреф поклялся Мухаммеду, что он возьмёт Палеокастро в этот день, чего бы это ни стоило. Он боялся, что могут появится корабли Идры и Спеце и помешают ему завершить разрушение.
С кораблей были спущены шлюпки с турками-анатолийцами. Эти были готовы свести счёты с псариотами за их рейды на берега Малой Азии, но увидев трупы на склонах скалы, струсили и решили, что лучше начать переговоры.
Разгневанный Хосреф выслал своих моряков. Анатолийцам ничего не оставалось: впереди смерть от греков, позади смерть от Хосрефа. Первая атака захлебнулась, и анатолийцы пошли было назад, но моряки Хосрефа повернули их вспять. Но и в этот раз осаждённые отбили атаку.
За военными действиями с утра наблюдали с двух французских кораблей, и описание этого боя капитаном «Isis» de Villeneuve Bargemont было послано 6 июля 1824 г., через французского консула в Смирне, Шатобриану, который тогда был министром иностранных дел.
К обеду турки, уже зная что защитников осталось мало, приготовились к последней атаке.
Атака в этот раз была без никакой системы, вся скала покрылась красным: флагами, кафтанами, тюрбанами, шальварами. Пошла рукопашная, турки уже прошли ограду, женщины стали закрывать детям глаза и кричали: «Антонис, огонь, Антонис!» Врацанос подождал, пока турки стали набрасываться на женщин, и взрывает погреб. Сразу за ним взрывает малый погреб и Сидерис.
Как писал французский консул Шатобриану: «вершина скалы показалась на минуту подобной Везувию во время извержения… …мы видели женщин, что остались живыми, выбрасывающихся в обнимку с детьми на скалы и в море».
Из мужчин — защитников Палеокастро все до одного погибли.
«Герои Палеокастро», писал Blaquiere, «вы убедили и своих врагов, и целый мир, что потомки Леонида разорвали навсегда цепи рабства. Взрыв Псара будет звучать в веках».
В память о Холокосте — жертве и славе Псара — греческий поэт Дионисиос Соломос написал:

Картина Николаоса Гизиса, «Слава Псара»

«Στῶν Ψαρῶν τὴν ὁλόμαυρη ράχη,

Περπατῶντας ἡ δόξα μονάχη,

Μελετᾶ τὰ λαμπρὰ παλλικάρια,

Καὶ στὴν κόμη στεφάνι φορεῖ,

Γινωμένο ἀπὸ λίγα χορτάρια,

Ποὺ εἶχαν μείνει στὴν ἔρημη γῆ.»
На псарийских хребтах почерневших

Бродит Слава, и к лицам умерших -

Храбрецов, без обряда истлевших -

Наклоняется в скорбном венце:

Он сплетён из стеблей, уцелевших

На земли опалённом лице.

## Св. Николай и Даскалио
У западного побережья находятся крохотные островки Св. Николай и Даскалио. На первом все эти дни оборонялись 18 псариотов и горцев, на втором 10 псариотов во главе с Мамунисом и Велисариосом и 7 горцев во главе с Наносом. Турки не придавали особого внимания этим островкам, но когда пал Фтелио и турки вошли в городок, решили разделаться и с этими очагами сопротивления. В субботу была произведена атака при поддержке фрегата. Защитники отбили её.
В воскресение артиллерийский огонь накрыл островки с моря и берега, но защитники не сдавались, а увидев, что пал и Палеокастро, защитники решили также умереть на островках.
В понедельник турки не вели активных действий.
Во вторник и среду разъярённые турки непрерывно бомбили и атаковали островки, но взять их не смогли.
В четверг 26 июня, раненные и без воды и еды, защитники Св. Николая сдались капитану турецкого фрегата, после того как тот поклялся на Коране что «сохранит героям жизнь». Турок сдержал своё слово.
Один из сдавшихся был отправлен на Даскалио убедить последних защитников к сдаче. Посланник был убит своими оскорблёнными земляками. Последние защитники Даскалио обняли оставшуюся бочку пороха и взорвали её.

## Эпилог
Из 6500 жителей Псара выжили 3614. Около 400 мужчин и 1500 женщин и детей были убиты, 1500 попали в рабство. Из горцев 300 погибли в боях. Из 24 тыс. беженцев из других островов выжила только половина. Считанное число мужчин псариотов попало туркам в плен. Четверым из них, вынужденным служить на турецком корабле, удалось сбежать во время Наваринского морского сражения.
150 раненных псариотов, мужчин и женщин, обязаны своей жизнью капитану «Iris», который собрал их на свои шлюпки, не дав туркам добить их или обратить в рабство. Офицер de Villeneuve Bargement выполнил указание: Псара был разрушен (французский консул в Смирне David подарил свои золотые часы тому, кто принёс эту весть). Человек de Villeneuve Bargement спас 150 душ.
Турки понесли серьёзные потери. Цифры в 12 тыс. убитыми выглядят нереальными. Сам Хосреф признал, что он потерял 3500 человек убитыми. Реальные цифры вероятно чуть выше цифр Хосрефа. Хосреф был вынужден отложить высадку на Самос и ушёл на Лесбос.
Оплакав погибших и поселив выживших женщин и детей в городе-крепости Монемвасия, псариоты стали готовить свои уцелевшие корабли к выходу. Все расходы на гражданское население и флот взял на себя вернувшийся к тому времени из России уже седой ветеран Орловских событий, псариот Иоаннис Варвакис.
Следующим этапом для псариотов стало Самосское сражение, где флот псариотов, под командованием адмирала Николиса Апостолиса, насчитывал 10 вооружённых торговых судов и 5 брандеров под командованием капитанов Константин Канарис, Папаниколис, Константис Никодимос, Врацанос, Врулос.
Псариоты участвовали во всех последующих морских сражениях.
После Освобождения, опустошённый остров Псара остался вне пределов возрождённого греческого государства. Псариоты были поселены в городе Эретрия, о-в Эвбея, где большинство из них и проживает по сегодняшний день.
Через 88 лет, в ходе Первой Балканской войны, Псара был освобождён адмиралом Павлос Кунтуриотис 21 октября (3 ноября) 1912 г.
Сегодня на острове постоянно (и в зимнее время) проживает не более 500 человек.
ВМФ Греции не забывает о героическом острове и в его составе постоянно присутствует боевая единица под именем Псара, включая последний фрегат типа Меко, построенный по немецкой лицензии на греческой верфи Hellenic Shipyards.

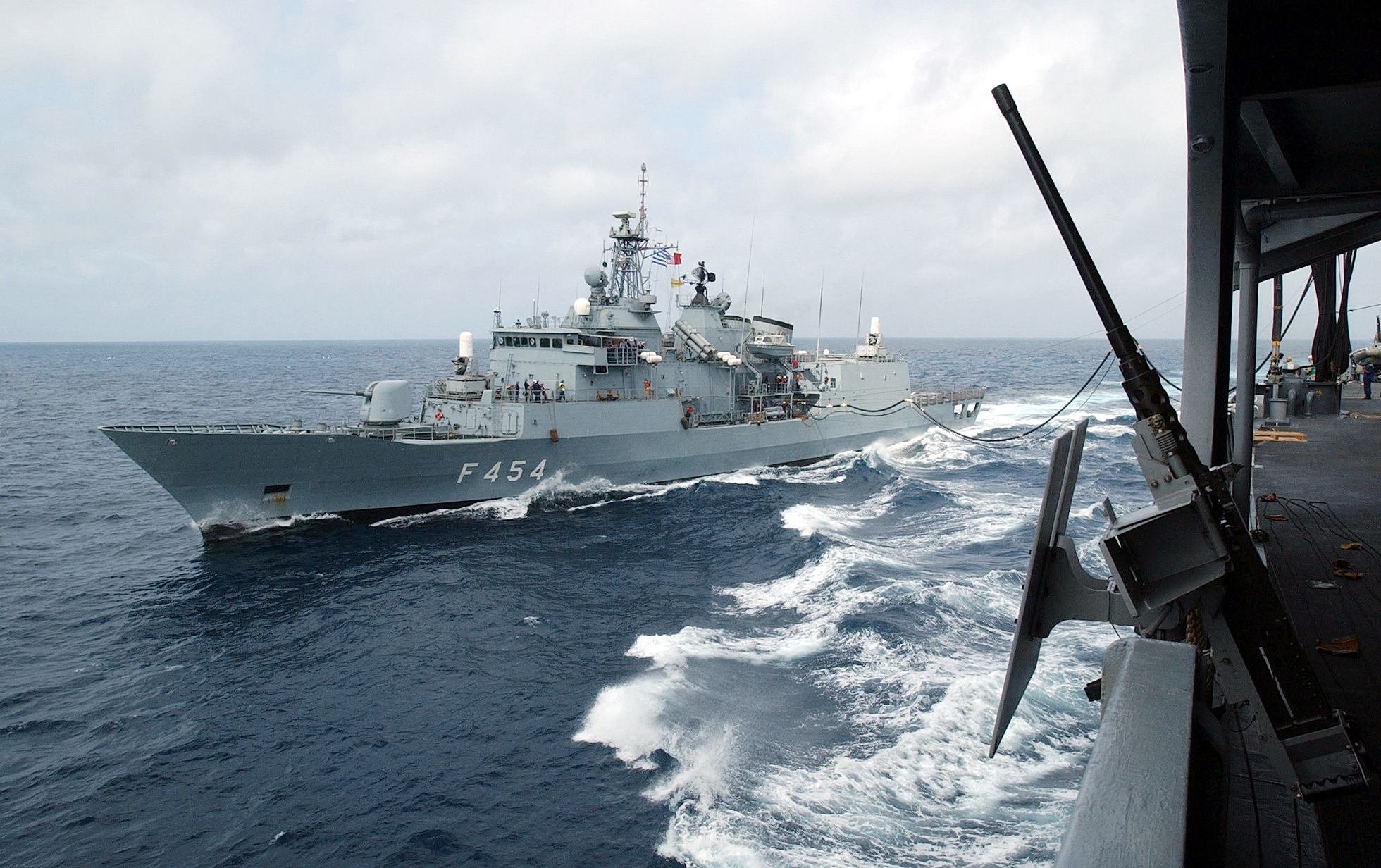
HS Psara F454